# سارا هيوز (لاعبة كرة طائرة شاطئية)
سارا إليزابيث هيوز (من مواليد 14 فبراير 1995) هي لاعبة كرة طائرة شاطئية أمريكية. حققت مع زميلتها كيلي تشنغ أعلى تصنيف عالمي في مسيرتها المهنية وهو الثاني عالمياً في أغسطس 2023. فازت هيوز بست بطولات في جولة رابطة محترفي الكرة الطائرة وسبع ميداليات ذهبية وميدالية فضية واحدة وثلاث ميداليات برونزية في جولة الاتحاد الدولي للكرة الطائرة العالمية / جولة المحترفين العالمية للكرة الطائرة الشاطئية.
بدأت سارا تدريبها على الكرة الطائرة الشاطئية في هنتنغتون بيتش، كاليفورنيا، في سن الثامنة، تعاونت مع تشنغ للفوز بالميداليات البرونزية في بطولة العالم تحت 19 سنة 2013 وتحت 21 سنة 2014. استمرت شراكتها مع تشنغ خلال الكلية، حيث فاز الثنائي بـ 103 مباراة جامعية متتالية وقادوا فريق طروادة جامعة جنوب كاليفورنيا إلى بطولتي بطولة الرابطة الوطنية لرياضة الجامعات لكرة الطائرة الشاطئية المتتاليتين في عامي 2016 و2017. بعد فترة وجيزة من التحول إلى الاحتراف في منتصف عام 2017، أصبحت هيوز وتشنغ أصغر فريق يفوز بحدث جولة رابطة محترفي الكرة الطائرة عندما فازوا ببطولة نهاية الموسم. انفصلت هيوز عن تشنغ في أوائل عام 2018 وتعاونت مع سمر روس. في عامهما الأول في اللعب معًا، فازت هيوز وروس بأول لقب لهما في الجولة العالمية ودخلتا المراكز العشرة الأولى في التصنيف العالمي. أعادت سارا هيوز الشراكة مع تشنغ في أواخر عام 2022، وفازت بالعديد من أحداث جولة المحترفين العالمية للكرة الطائرة الشاطئية بما في ذلك النهائيات في الدوحة في يناير 2023.
هيوز مدافعة على الجانب الأيمن وقد اشتهرت بسرعتها واستعدادها لمطاردة الكرات. وهي أفضل لاعبة مبتدئة في الاتحاد الدولي للكرة الطائرة لعام 2017.